# Gombrèn
Gombrèn és un municipi català de la comarca del Ripollès, situat al nord-oest de la regió de l'Alt Ter. Anomenat també popularment Gombreny per influència de l'antiga parròquia de Montgrony, va ser la denominació oficial fins al 1984. Prové de l'antropònim germànic Gomesind.

## Geografia
- Llista de topònims de Gombrèn (Orografia: muntanyes, serres, collades, indrets..; hidrografia: rius, fonts...; edificis: cases, masies, esglésies, etc)

Al límit amb la comarca del Berguedà, de la qual la separa l'Arija i els seus afluents el torrent del Coll de la Bona i el rec del Roquerol, comprèn el sector de capçalera del riu Merdàs, territori molt accidentat, format per diverses valls entre altres serralades i escasses planures.
El vessant nord de la vall del Merdàs és format per la serra de Mogrony, seguit de serres subpirinenques, que culminen al pla de Pujalts o Costa Pubilla (2.046 m. al Roc dels Llamps): coll de la Bona, la Pedra Picada (2.045 m), el puig de Coma Ermada (1.870) fins a la Berruga (1785 m.) cap al sud s'aixequen contraforts com el puig de Mogrony (1.996 m.) i el puig de Sant Pare (1.665 m.; al vessant meridional de la canal de Gombrèn s'alcen les serres pre-pirinenques dels rasos de Tubau, amb els cims del pedró de Tubau (1.542 m.) i del tossal de l'Àliga, i la  Serra de Sant Marc, que culmina la Serra de Faig-i-branca (1.425 m.).
Entre aquests pics més rellevants i altres de secundaris hi ha una sèrie de colls i passos, travessats tradicionalment per camins ramaders i de muntanya, on es desenvoluparen de molt antic nuclis de poblament i fortaleses: al coll de Merolla hi havia una antiga fortalesa, que al segle xiv era propietat dels Fresc, mercaders de Berga, amb una capella dedicada a Sant Sadurní, abandonada i execrada el 1388, per tal com amenaçava ruïna; a la collada del pla de l'Espluga hi havia un famós castell, que coronava la vall de Mataplana; als plans de la Pera, amb les coromines (o condominis) dels masos de Maians, els dos masos Viles; al puig de les Eres hi havia el notable avenc o El forat de Sant Ou; el pla de Monegals és seu d'un antic mas on la tradició vol veure els orígens de la comunitat de Ripoll; el coll de la Pardinella, sobre una antiga domus centre d'una batllia del monestir de Sant Joan de les Abadesses des del 1136, etc. Al vessant oposat hi ha la vall de Solanllong, seu d'una antic Casal i capella, la petita parròquia d'Aranyonet i la de Sant Martí de Puigbò.

## El poble

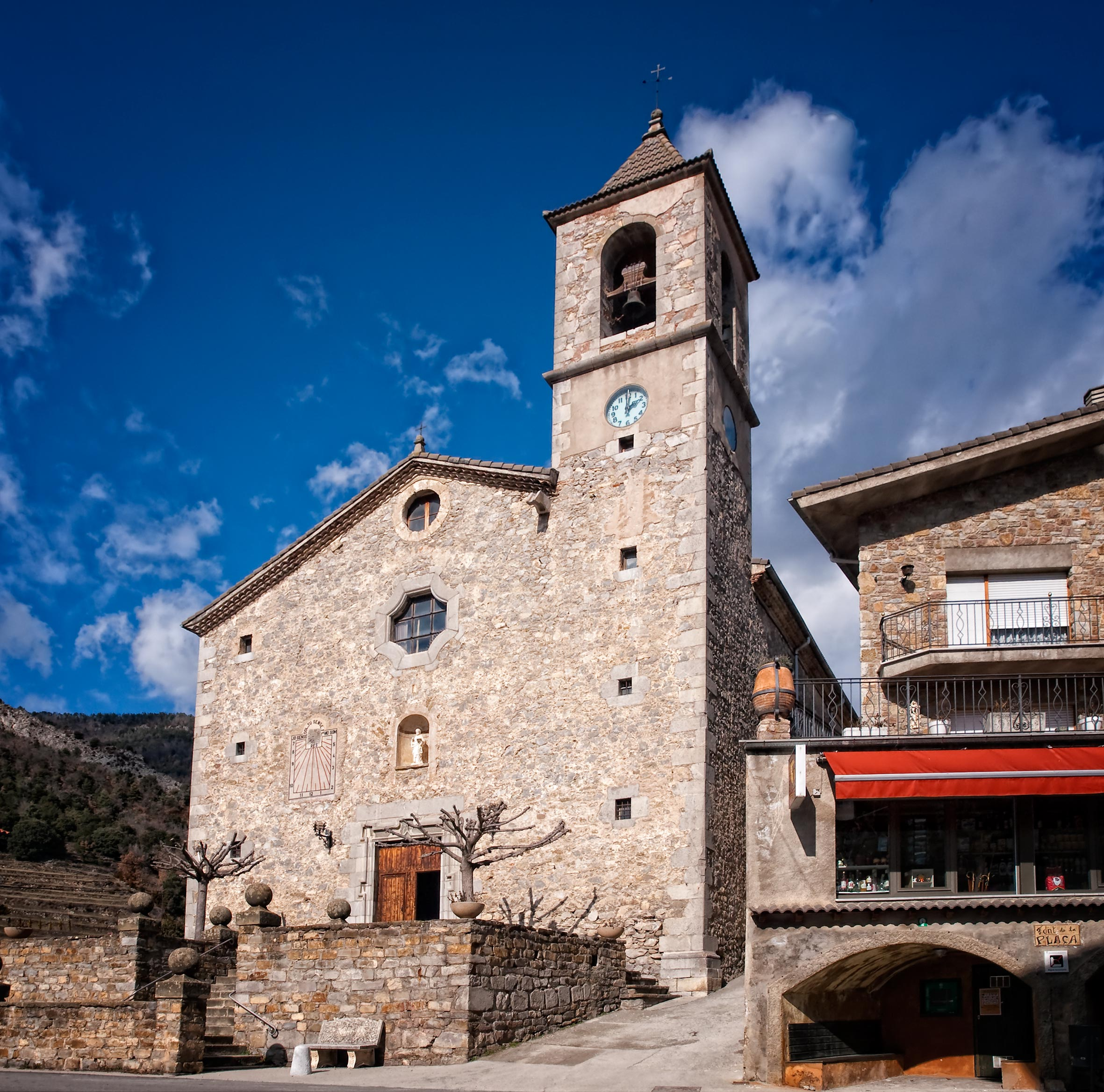
Església de Sant Pere

És un municipi eminentment rural i menestral, però compta també amb algunes petites indústries.
El poble de Gombrèn, a la vall del riu Merdàs o canal de Gombrèn, entre els massissos de Mongrony i de Puigbò, dona nom i centra el municipi. El nom prové de l'antropònim Gomesindus (d'on deriva també la forma popular de Gombreny). La variació de Gombrèn a Gombreny és evident influïda pel topònim veí Mogrony. El lloc és documentat des del 918 i el 942, quan ja formava una apendicio o indret de poblament individuat del terme del castell de Mogrony (llatinitzat Mucronio), on hi havia una sèrie de masos, que aprofitaven les terrasses del riu Merdàs. El 30 d'abril del 1278 Blanca de Mataplana (casada amb Galceran III d'Urtx, senyora del lloc, hi erigí una pobla fortificada que va afranquir de questies, toltes i forces, de l'obligació de fer obres per al senyor i dels clàssics mals usos; cada nova casa que s'hi fes havia de pagar només el cens anual d'una gallina als senyors de Mataplana i fer cavalcada amb el senyor. Poc després, el 1296, davant el poc augment de la nova població, Ramon d'Urtx confirmà les franqueses anteriors i les amplià deslliurant els capmasers de les tragines de blat a Mataplana (només signen el document sis capmasers). Amb tot, l'increment fou molt lent, ja que la població no passava de 25 famílies el 1325. Les pestes i els despoblaments de mitjan segle xiv deixaren gairebé sense gent el poble (o famílies el 1377). La recuperació s'inicià al segle xvi; el 1686 tenia, però, només 36 cases habitades, i el 1782 sobrepassava les 100 famílies.
La part vella del nucli conserva encara l'aspecte de vila fortificada, amb vells murs i un portal d'entrada, amb cases antigues i bonics racons, que recorden l'època que era una població menestral, dedicada sobretot a la parairia i a la fabricació de flassades (aquesta indústria tradicional va desaparèixer el 1930). La decadència moderna es reflecteix en els censos globals del municipi (veieu gràfic).
Gombrèn va dependre eclesiàsticament de la parròquia de Sant Pere de Montgrony fins a mitjan segle xviii, que la parroquialitat es traslladà pràcticament a l'antiga capella de Santa Magdalena, reedificada per l'arquitecte Josep Moretó a partir de 1724 (existia ja el 1400); és un edifici de tipus neoclàssic, que des del segle xix s'intitula de Sant Pere, en record e la primitiva parroquialitat de Mogrony.
L'antiga parròquia de Sant Pere de Montgrony tenia el seu centre en l'església homònima, que es trobava a 1.408 m. d'altitud, al vessant de solana del puig de Sant Pere (1.665 m. alt), contrafort de la serra de Mogrony, a l'anomena’t pla de Sant Pere. Prop seu hi devia haver l'antic castell de Mogrony, documentat des del 885, quan el prevere Esclua, de la Cerdanya, més tard bisbe intrús d'Urgell, el va vendre al comte Guifré el Pilós, el qual el cedí aviat al monestir femení de Sant Joan de Ter (després, de les Abadesses); la seva història és borrosa, i aviat resta anullat per la importància que adquirí el proper castell de Mataplana. Fou sempre propietat del monestir de Sant Joan, però esdevingué centre de domini alodial o senyorial, mentre que la jurisdicció del lloc va passar al castell de Mataplana. No en resten indicis apreciables.

## El nom

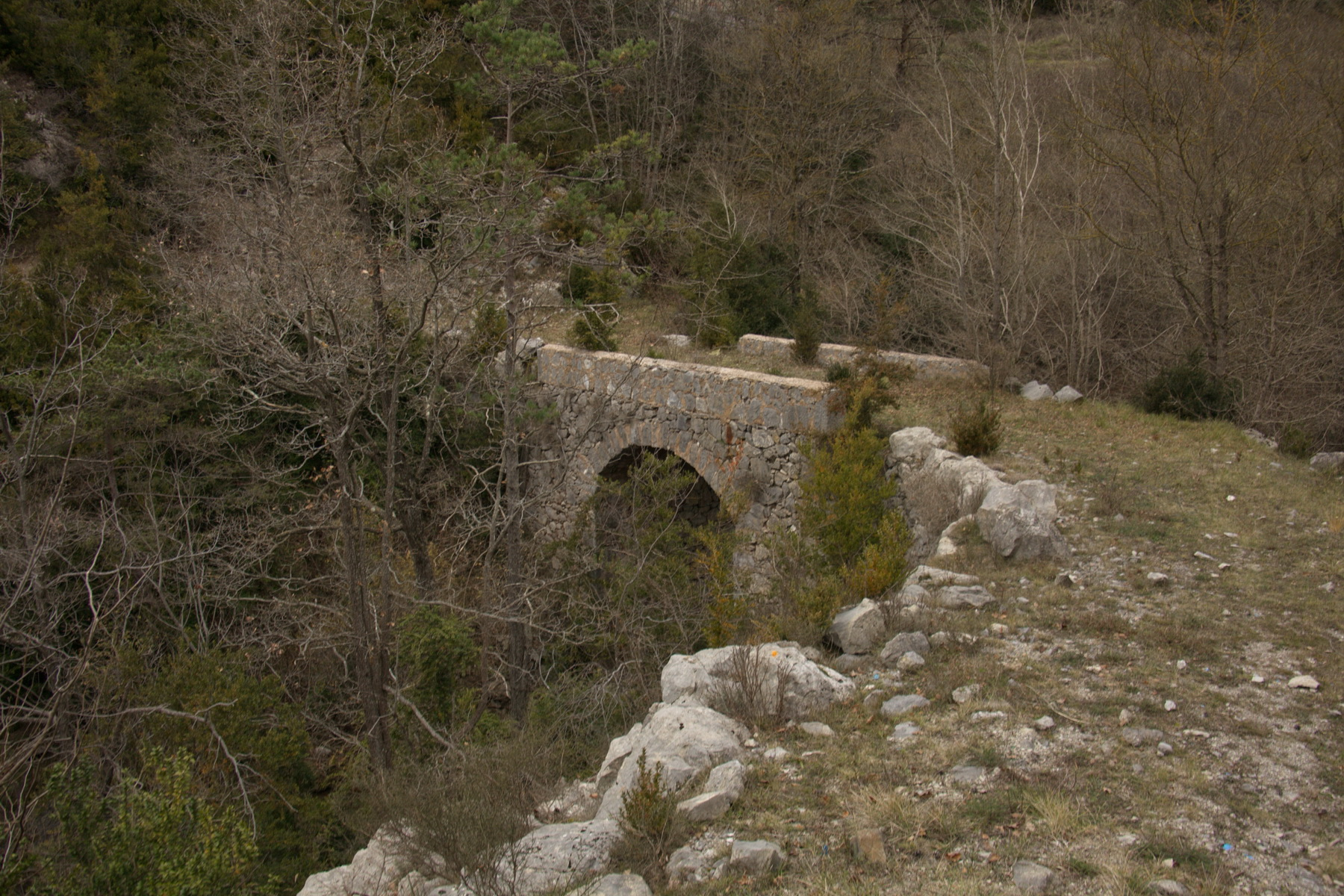
Indret del pont de la Foradada

El nom de Mongrony, que apareix en els documents de molt diverses formes (Mogoronio i Mogronio el 887, Mucronio el 899, Mocroneo el 920, Mochoronio el 928, etc), però mai amb el prefix mons o monte, ha estat, tanmateix, transformat per la dicció popular en Montgrony. el lloc ha donat peu a una sèrie de llegendes i d'històries fabuloses des de l'inici de la Renaixença catalana. Així els colls Pan i de la Bena han estat tinguts com a llocs dedicats als déus pagans Pan i Venus; el puig de Coma Ermada (documentada des del 987 com a coma Anermada) ha estat presentat (per l'homonímia amb Armada) com indret d'una batalla entre moros i cristians, aquest dirigits per un fantasiós cabdill o príncep Quintilià de Mogrony, sobre una falsa interpretació dels escrits de l'erudit Jaume Villanueva (del 1807), i d'aquí la qualificació de Covadonga catalana donada a Mogrony; s'ha vist Monegals, com ja s'ha dit, com a lloc de refugi del monjos de Ripoll sota la invasió àrab; Mogrony hauria estat escenari de les actuacions del llegendari Galceran de Pinós, un dels Nou Barons de la Fama, vers el 804; finalment, s'hi ha vist també, en el forat de Sant Ou, el punt de partida del mític Comte Arnau per a les seves disbauxes al convent de Sant Joan de les Abadesses, i aquí hauria defraudat les soldades als obrers que feien la famosa escala per on s'accedeix al pla de Sant Pere.

## Forat de Sant Ou
El forat de Sant Ou (Ou és la forma popular del nom culte Eudald) és un avenc de 74 m de profunditat amb una sala final de 13 m de longitud i 3.5 m d'amplada mitjana, que fou explorat el 1910 per Mossèn Norbert Font i Sagué i un equip de col·laboradors. Fou tal l'interès despertat i la por i la curiositat populars que havien suscitat les malèfiques contalles, que el dia del descens a la cova unes 300 persones seguiren des de fora les incidències de l'exploració durant set hores. El 1962 fou novament explorat per un grup de l'equip de recerques espeleològiques del Centre Excursionista de Catalunya.

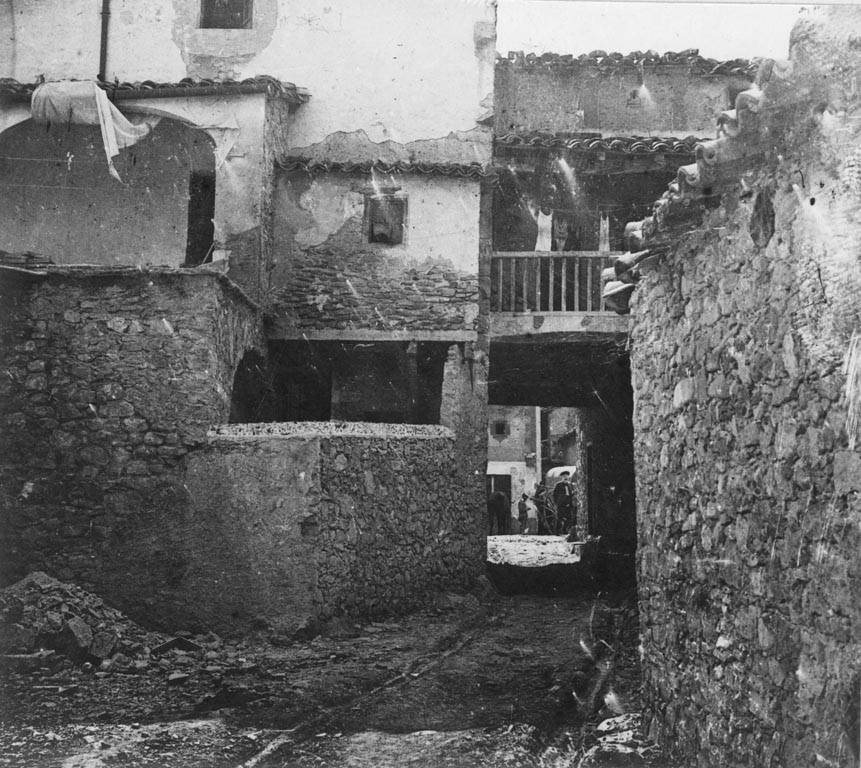
Gombrén entre 1890 i 1923

| Entitat de població | Habitants (2024) |
| Gombrèn             | 167              |
| el Cortal           | 14               |
| Aranyonet           | 8                |
| Montgrony           | 8                |
| Font: Idescat       |                  |

Topo i fotos del Forat de Sant Ou a www.espeleoworld.com

## Carrers
- La GI-401 és una carretera antigament anomenada provincial, actualment gestionada per la Generalitat de Catalunya. Les lletres GI corresponen a la demarcació provincial de Girona. Té l'origen a l'est de Campdevànol, en un enllaç amb la N-260, sobre el riu Freser, des d'on s'adreça cap a l'oest per arribar a Gombrèn en 8,4 quilòmetres de recorregut. Al final del seu recorregut, al centre de Gombrèn, enllaça amb la carretera GI-402. Aquesta carretera travessa els municipis de Campdevànol i Gombrèn, travessant els propis pobles.

- L GI-402 és una carretera actualment gestionada per la Generalitat de Catalunya. Les lletres GI corresponen a la demarcació provincial de Girona. Té l'origen al centre de Gombrèn, en un enllaç amb la GI-401, des d'on s'adreça cap a l'oest per arribar al límit amb la província de Barcelona, sobre el riu de l'Arija en 8,2 quilòmetres de recorregut. Al final del seu recorregut, enllaça amb la carretera B-402. Aquesta carretera travessa el municipi de Gombrèn, del centre a l'oest.

## Demografia
| 1497 | 1515 | 1553 | 1787  | 1887 | 1900 | 1920 | 1950 | 1970 | 2010 | 2024 |
| 19   | 17   | 16   | 1.089 | 750  | 715  | 740  | 526  | 328  | 224  | 196  |

Hi va néixer Francesc Coll i Guitart (1812-1875), sacerdot i fundador de la Congregació de les Dominiques de l'Anunciata, beatificat en 1979 i canonitzat el 2009.

## Llocs d'interès
- Museu del Comte Arnau[2]
- Castell de Mataplana
- Santuari de Montgrony[3]
- Centre d'interpretació Montgrony Any 0[4]
- Sant Romà d'Aranyonet
- Sant Martí de Puigbò
- Solanllong (Casal de)
- Sant Pere de Montgrony